# 이탈리아 왕국 원로원
이탈리아 왕국 원로원(이탈리아어: Senato del Regno d'Italia) 또는 이탈리아 왕국 상원은 양원제인 이탈리아 왕국 의회의 상원으로, 공식적으로 1848년 3월 4일에 창설되었으며, 원래의 알프스산아래 상원의 발전된 형태였다. 1948년 1월 1일에 현재의 공화국 상원으로 대체되었다. 모든 의원은 국왕이 임명했다.

## 같이 보기
- 안나 마리아 베르니니
- 쥬세페 발디타라
- 죠르쟈 멜로니
- 쥬세페 만노
- 이탈리아 공화국 상원
- 알프스산아래 원로원
- 로마 원로원